# Thomas Hardmeier
Thomas Hardmeier est un directeur de la photographie franco-suisse. 
Il est né le 16 février 1965 à Zurich. Il tourne principalement des films de cinéma et des films publicitaires. En 2014 il reçoit le césar de la meilleure photographie pour L'Extravagant Voyage du jeune et prodigieux T. S. Spivet de Jean-Pierre Jeunet et le prix technique de la CST de l'Académie Lumière pour le même film. En 2015 il est encore nommé au César pour Yves Saint Laurent de Jalil Lespert. Il est basé à Genève en Suisse, mais travaille mondialement.

## Filmographie partielle
- 2005 : La Boîte noire de Richard Berry
- 2007 : Chrysalis de Julien Leclercq
- 2009 : Complices de Frédéric Mermoud
- 2010 : L'Immortel de Richard Berry
- 2011 : Les Tribulations d'une caissière de Pierre Rambaldi
- 2012 : Do Not Disturb d'Yvan Attal
- 2013 : L'Extravagant voyage du jeune et prodigieux T. S. Spivet de Jean-Pierre Jeunet
- 2014 : Yves Saint Laurent de Jalil Lespert
- 2014 : De guerre lasse d'Olivier Panchot
- 2014 : La prochaine fois je viserai le cœur de Cédric Anger
- 2015 : Nos femmes de Richard Berry
- 2018 : L'amour est une fête de Cédric Anger
- 2018 : Au bout des doigts de Ludovic Bernard
- 2019 : L'Été où mon père disparut de Hans Petter Moland
- 2019 : Places des victoires de Yoann Guillouzouic
- 2020 : Villa Caprice de Bernard Stora
- 2020 : Into the Night (série TV)
- 2021 : Big Bug de Jean-Pierre Jeunet
- 2022 : Loin du périph de Louis Leterrier
- 2022 : Sous emprise de David Rosenthal
- 2023 : Retour en Alexandrie de Tamer Ruggli
- 2026 : Changer l'eau des fleurs de Jean-Pierre Jeunet

## Distinction

### Récompenses
- 2014 : César de la meilleure photographie pour L'Extravagant voyage du jeune et prodigieux T.S. Spivet
- 2014 : Prix Lumières pour L'Extravagant voyage du jeune et prodigieux T.S. Spivet

### Nomination
- César 2015 : César de la meilleure photographie pour Yves Saint Laurent